# Воротилин, Станислав Петрович
Станисла́в Петро́вич Вороти́лин (11 июня 1938, Москва — 13 мая 2013, Ярославль) — советский футболист, полузащитник. Мастер спорта, заслуженный тренер РСФСР.

## Карьера
Воспитанник московских команд «Крылья Советов» и ФШМ. С 1957 по 1968 год выступал за «Шинник». В 1963 году сыграл один матч за московское «Динамо» — 25 апреля против ЦСКА, выйдя на замену на 75-й минуте вместо Николая Бобкова.
После завершения карьеры работал в «Шиннике» тренером, главным тренером и тренером-селекционером. Также параллельно работал в СДЮСШ «Шинника».

## Образование
В 1969 году окончил Всесоюзный заочный политехнический институт, а в 1981 Ярославский государственный педагогический институт.